# Женска папрат
Женска папрат или папратка (лат. Athyrium filix-femina) је вишегодишња биљка из фамилије Athyriaceae. Постоји више теорија о пореклу назива рода Athyrium. Једна од њих је да име рода потиче од грчког префикса а- и латинизиране грчке речи thyreos, која у преводу значи штит, сугеришући на сорусе који су прекривени. Сматра се да је ова особина соруса утицала и на име врсте, звог тога што се начин на који су соруси прекривени сматрао "женственим". Женска папрат настањује Евроазију и Северну Африку.  У Србији има статус заштићене биљне врсте. 

## Опис врсте
Женска папрат има дебео и кратак ризом, са мрким љуспама. Сложени листови су дуги од 20 до 100 cm, светлозелене су боје и двоструко до троструко перасти. Сматра се да је њихова нежна грађа такође имала утицај на именовање врсте. Петељка је до половине дужине лиске, при основи је светлосмеђа, а у горњем делу жућкаста, као и рахис, односно носећа дршка. Сама лиска је ланцетаста, а листића првог реда има око 45 са сваке стране. Они су линеарно ланцетасти и смањују се према основи листа. Листићи другог реда су дуги 3-20 mm и немају дршку, дугуљасти су или дугуљасто ланцетасти, перасто усечени или крупно тупо тестерасти. Соруси су димензија око 1 mm, мање-више дугуљасти. Индузијуми не опадају и по ободу су трепљасти. Споре су светломрке боје, благо брадавичасте. 

## Распрострањење у Републици Србији
Женска папрат се често среће у мезофилним лишћарским и четинарским шумама у Републици Србији. Настањује и клисуре, падине према потоцима, као и места поред брдских и планинских потока. Јавља се на разним геолошким подлогама, на великом распону надморских висина у великом броју заједница. 